# Llàgrimes en la pluja

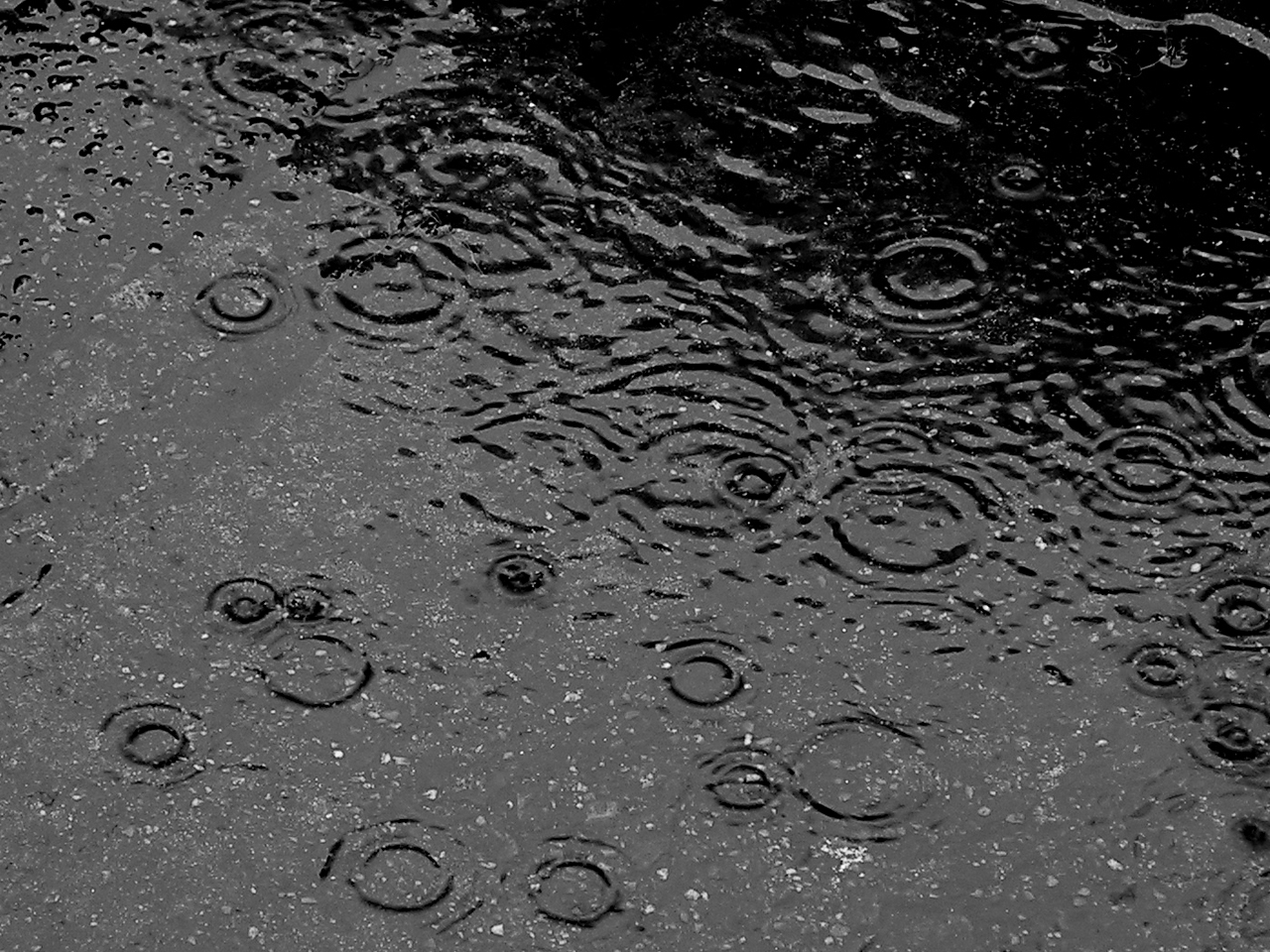
Gotes de pluja caient

El monòleg Llàgrimes en la pluja (en versió original: Tears in rain monologue) són les darreres paraules del replicant Roy Batty, encarnat per Rutger Hauer, a la pel·lícula Blade Runner del director de cinema Ridley Scott. Inspirat en el guió, però modificat i improvisat per Hauer, aquest monòleg és citat sovint en la literatura de cinema. Per al crític de cinema Mark Rowlands es tracta del "soliloqui de la mort més emotiu en la història del cinema".

## Guió i improvisació
La pel·lícula Blade Runner, del director de cinema Ridley Scott, es va estrenar oficialment a les sales de cinema l'any 1982. Cap al final del de la pel·lícula, el replicant Roy Batty (Rutger Hauer) pronuncia un monòleg davant Rick Deckard (Harrison Ford), poc després de salvar-li la vida, i malgrat que Deckard l'hagués perseguit per matar-lo. L'escena té lloc sota una pluja omnipresent i acaba amb la mort de Batty. Aquest recita les paraules, fent pauses dramàtiques;
| « | (anglès) "I've seen things you people wouldn't believe... Attack ships on fire off the shoulder of Orion... I watched C-beams glitter in the dark near the Tannhäuser Gate... All those... moments will be lost in time, like... tears... in rain... Time to die." | (català) "He vist coses que vosaltres els humans no us creurieu mai de la vida ... He vist com atacaven naus incendiades més enllà d'Orió ... He vist raigs C que brillen en la foscor de la Porta de Tannhäuser ... Tots aquests... moments segur que es perdran... en el temps... com ... llàgrimes... en la pluja ... És hora ... de morir." (de la versió doblada al català) | » |

Constantino Romero va doblar les versions catalana i castellana del monòleg i la seva veu li donava un sentit encara més tràgic i sentit. En una entrevista explicà que Rutger Hauer havia dit que estava encantat del seu doblatge.
Al documental Dangerous Days: Making Blade Runner, l'actor Rutger Hauer, el director Ridley Scott i el guionista David Peoples van confirmar que Hauer l'havia modificat. A les primeres versions del guió s'incloïa la frase "He navegat a la coberta d'un blinker i he vist els raigs C brillant a la foscor prop de la Porta de Tannhäuser". A la seva autobiografia, Hauer afirma haver retallat diverses frases del monòleg, afegint només : "Tots aquests moment es perdran en el temps, com llàgrimes en la pluja". Una versió anterior era:
| «                                                                   | (anglès) "I have known adventures, seen places you people will never see, I've been Offworld and back...frontiers! I've stood on the back deck of a blinker bound for the Plutition Camps with sweat in my eyes watching the stars fight on the shoulder of Orion. I've felt wind in my hair, riding test boats off the black galaxies and seen an attack fleet burn like a match and disappear. I've seen it...felt it!" | (català) "He viscut aventures. He vist llocs que els humans mai no veuran. He anat a les fronteres del Mes Enllà i n'he tornat. He estat a la coberta d'un blinker que anava als Plutition Camps amb la suor als ulls veient les naus estelars lluitant a l'Espatlla d'Orió. He sentit el vent als cabells, pilotant naus de prova més enllà de les galaxies negres i he vist una flota d'atac cremant com un llumí i desaparéixer. Ho he vist ... ho he sentit." | » |
| — Scott Myers (3 December 2009). ""Blade Runner" dialogue analysis" | | |   |

Hauer considerava que aquest passatge s'ajustava malament a la trama del film ja que semblava "llenguatge d'òpera" o un "discurs hi-tech". Així doncs "el va retallar" la nit anterior al dia de rodatge, sense informar-ne Ridley Scott. Inspirat en l'escenari, Hauer modificà i improvisà el passatge. En una entrevista amb Dan Jolin, Hauer deia que aquestes últimes paraules demostren que Batty volia "deixar empremta de la seva existència ... el replicant en l'escena final, morint, mostra a Deckard què és un home autèntic". Quan Hauer va acabar l'escena, l'equip de la pel·lícula va aplaudir i alguns ploraven.

## Acollida

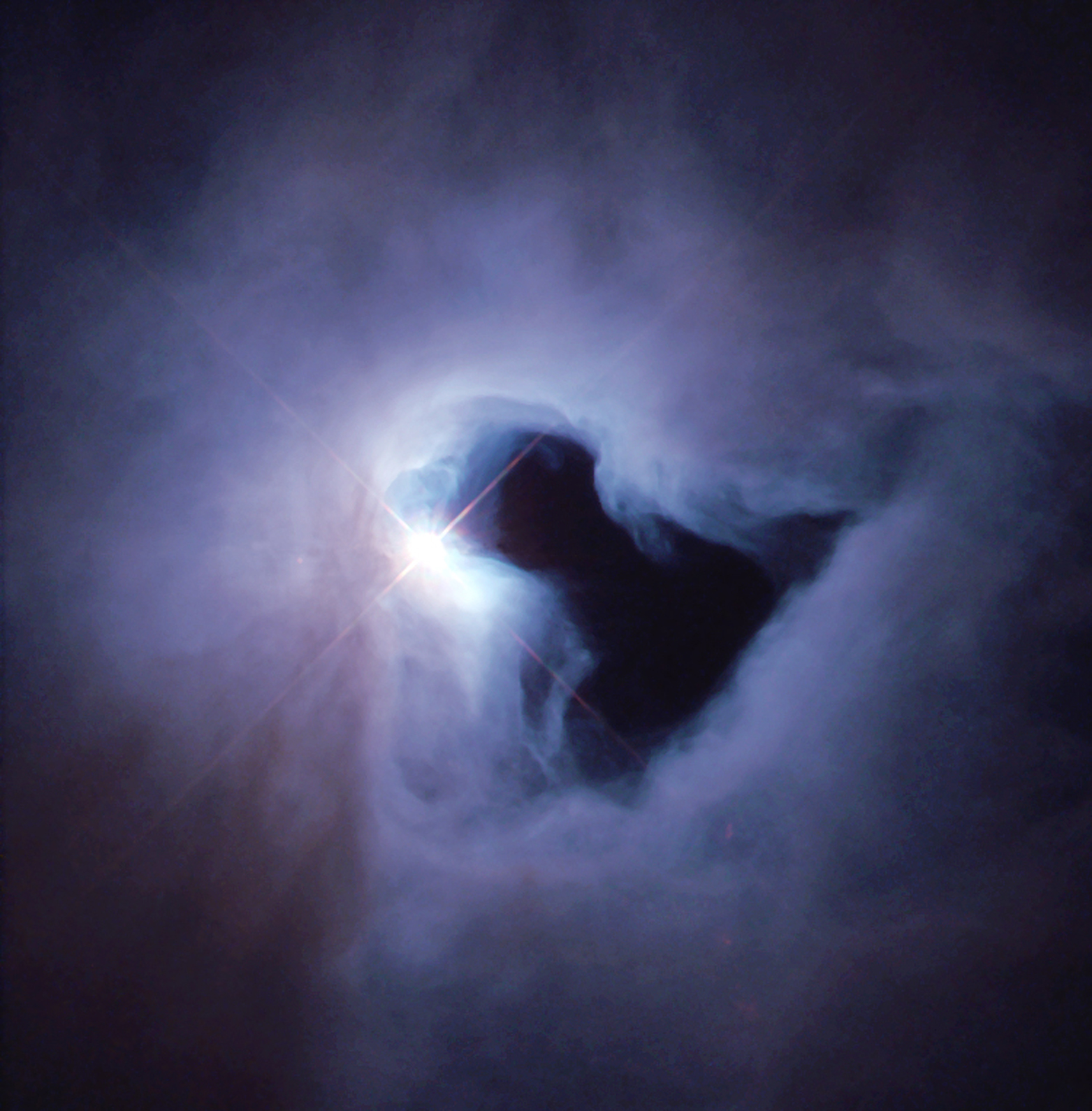
"He vist coses que els humans mai no podrien creure ..."

Sidney Perkowitz, al seu llibre Hollywood science, elogiava el monòleg : "Si hi ha un gran discurs en el cinema de ciència-ficció, aquest es les últimes paraules de Batty". I afegia que el monòleg "subratlli la barreja de les característiques humanes del replicant amb les seves capacitats artificials". Jàson Vest, en el seu llibre Future Imperfect: Philip K. Dick at the Movies, escrivia: "La representació de Hauer és punyent per la seva agradable evocació dels records, experiències i passions que van portar a la curta existència de Batty".
El periodista Michael Newton, a The Guardian, va escriure que :
| « | "Es una de les més brillants escenes de la pel·lícula, Deckard i Roy es persegueixen entre si a través d'un fosc apartament, jugant brutalment al joc infantil del fet-i-amagar. Durant la persecució, les similituds entre els dos es fan més evidents: tots dos són caçadors i preses, tots dos pateixen amb una mà lesionada, doblegats pel dolor. Si la pel·lícula suggereix una connexió que el propi Deckard pot negar en aquest moment, al final els dubtes s'esvaeixen. La vida de Roy acaba amb un gest de compassió, un gest que moralment s'eleva per damunt de les organitzacions comercials que volen arruïnar-lo. Si Deckard és incapaç de veure a l'altre, Roy si que pot. El colom blanc que vola, de forma inversemblant, per sobre d'ell quan mor, potser mostra la creença en el seu simbolisme. No obstant això, per a mi, la pel·lícula mereix aquest moment, el que suggereix que en el replicant, així com en la tecnologia de "rèplicació" de la mateixa pel·lícula, encara hi ha espai per a alguna mostra d'humanitat". | » |

## Curiositats

### Coincidència luctuosa
L'actor Rutger Hauer va morir el mateix any que el seu personatge, en 2019.

### Porta de Tannhäuser
El monòleg cita la "Porta de Tannhäuser". Aquesta és deriva potser de l'òpera Tannhäuser de Richard Wagner, una adaptació d'una llegenda alemanya medieval del cavaller i poeta Tannhäuser. Aquestes paraules han estat utilitzades en altres obres de ciència-ficció.
Joanne Taylor, en un article sobre el cinema negre i la seva epistemologia, aporta observacions sobre la relació entre l'òpera de Wagner i l'al·lusió de Batty. Suggereix que Batty pretendria ser el Tannhäuser de Wagner, un personatge caigut en desgràcia entre els homes i Déu.

### Espatlla d'Orió
En la versió anglesa se cita l'Espatlla d'Orió (the shoulder of Orion). De les dues espatlles figurades de la constel·lació, la més important és la dreta, marcada per l'estrella Betelgeuse, la novena més brillant del cel, a 427 anys llum de la Terra.

## Influència en altres camps

### Literatura
Aquest monòleg és citat sovint en articles i obres sobre cinema.
La seva influència es pot observar en algunes obres escrites. Tad Williams escriu en el seu River of Blue Fire de 1988 (el segon llibre de la sèrie Otherland): "He vist coses que els humans no podrien creure […] Lluitant contra els vaixells de guerra a prop de les ribes de l'Oceà Nonestic. Vaig veure els flaixos i el resplendor dels trabucs màgics a l'ombra prop del palau de Glinda. Tots aquests moments es perdran per sempre en el temps com llàgrimes sota la pluja". Rosa Montero i Lilit Zekulin Thwaites, basen la seva novel·la de ciència-ficció Tears in Rain (2012) en un món futurista on els androides amb consciència artificial conviu amb la humana. El personatge principal, Bruna Husky, coneix la seva mortalitat de la mateixa manera que Roy Batty i els altres replicants de la pel·lícula. Bruna reflexiona regularment al significat del monòleg de Batty. Els androides de la novel·la, com aquells de la pel·lícula Blade Runner, són replicants. El monòleg es troba sobre l'última pista de la banda original del film (1994).A la pel·lícula de ciència-ficció Soldier (1998), el sergent Todd és un veterà de la batalla de Tannhauser Gate. Altres escriptors han tractat aquest monòleg en les seves obres: Antonio Santa Ana, ho fa en "Los ojos del perro siberiano". A la novela "Herejes" de Leonardo Padura també es reprodueix el discurs de Roy Batty. De la mateixa manera, a la novela "Territorio comanche" d'Arturo Pérez-Reverte es fa referència a aquest monòleg.

### Música
El monòleg de Batty també ha estat objecte d'inspiració d'algunes cançons contemporànies de l'escena internacional com "Like Tears In Rain" de la banda de música electrònica Covenant, i "Lost Like Tears in Rain" de la banda Fightstar. La cançó "L'ultimo omino", escrita i interpretada pel cantautor italià Claudio Baglioni, inclosa en el seu álbum Io sono qui (CBS 1995), inclou el texte íntegre del monòleg en la versió italiana, en forma d'epíleg. El grup de rock Revolting Cocks, en la seva cançó "Attack Ships on Fire" fa referència al monòleg de Batty, així com en la cançó "RM486" interpretada per Rose McGowan, que cita aquest monòleg, abans de començar amb la lletra original. També en la cançó "Love Missile F1-11" de Sigue Sigue Sputnik, trobem les paraules "I've seen things you people wouldn't believe".
A Catalunya, la cançó "Boig per tu" del grup Sau inclou els versos "Quan no hi siguis al matí les llàgrimes es perdran entre la pluja que caurà avui".
En l'escena espanyola, també trobem nombroses referències a aquest monòleg. La cançó "Una inquietud persigue mi alma" del disc Val Miñor - Madrid Historia y cronologia del mundo interpretat per Ivan Ferreiro cita en els seus versos: «Y aquella antena que puse para oírte no me funcionó, la puerta de Tannhäuser se cerró detrás de mí». El mateix cantant va compondre la cançó "Promesas que no valen nada", interpretada el 1995 pel grup Los Piratas, cita en els seus versos "Promesas que se perderán en estas cuatro paredes, como lágrimas en la lluvia se irán".
Los Chikos del Maíz, hi fan referència en l'escena final amb la lletra "Es toda una experiencia vivir con miedo, ¿verdad? Eso es lo que significa ser esclavo" dins la cançó "Maniquís & Plástico" de l'àlbum Pasión de talibanes. El grup Third Dim3nsion, en la seva cançó "Nexus-6", en parla, inspirant-se en la vida dels replicants. Així mateix, "La hoz y el Martini", es la cançó de l' àlbum Crucificados por el antisistema, del 2012, tercer disc del grupo vasco-navarrès Lendakaris Muertos, utilitza aquest monòleg per parodiar el moviment del 15 de maig: «He visto cosas que nunca creeríais, brillar miles de iPhones en la Puerta del Sol». En el doble LP titulat "Maldita sea mi suerte" del grup de rock Los Suaves es pot escoltar la veu del solista dir: "Al final todo se diluye en el tiempo como lágrimas en la lluvia. Soy libre, soy libre, soy libre...". No obstant cal utilitzar la tècnica del Backmasking (girar al revés) per escoltar aquest missatge. El cinquè álbum d'estudi del cantautor Ismael Serrano porta el nom "Naves ardiendo más allá de Orión". Un homenatge al monòleg que Mitsuruggy també fa amb la cançó "Roy Batty", inspirada en el monòleg final de Blade Runner.